# Hankasalmi
Hankasalmi er en finsk kommune i landskabet det Mellerste Finland.
Kommunen har en befolkning på 4.780 (31. december 2020) og har et areal på 687,75 km² hvoraf 115,89 km2 er vand. Befolkningstætheden er 8,36 indb/km². Nabokommunerne er Kangasniemi, Konnevesi, Laukaa, Pieksämäki, Rautalampi og Toivakka.
Kommunen er finsksproget .

## Natur
Der er 97 søer i Hankasalmi. De største søer er Kynsivesi-Leivonvesi, Armisvesi og Kuuhankavesi.

## Galleri
- Hankasalmi Observatoium
- Traditionel fiskesuppe kogt i Hankasalmi
- En mand med en spånflettet hat i Hankasalmi
- Solnedgang over Kuuhankavesi-søen
- Armisvesi-søen i Hankasalmi
- Säkinlampi-søen
- En bæk nær Keskisenlampi natursti i Hankasalmi
- Keskisenlampi fugletårn